# Pîsarivka, Vinnîțea
Pîsarivka (în ucraineană Писарівка) este localitatea de reședință a comunei Pîsarivka din raionul Vinnîțea, regiunea Vinnița, Ucraina.

## Demografie
Componența lingvistică a localității Pîsarivka
     Ucraineană (97,1%)
     Rusă (2,28%)
     Alte limbi (0,14%)
Conform recensământului din 2001, majoritatea populației localității Pîsarivka era vorbitoare de ucraineană (97,1%), existând în minoritate și vorbitori de rusă (2,28%).